# René Mortiaux
René Mortiaux (* 1881; Todestag unbekannt) war ein belgischer Bobfahrer und Olympiateilnehmer von 1924.
Gemeinsam mit Charles Mulder, Paul Van den Broeck, Victor Verschueren und Henri Willems gewann René Mortiaux im Bob „Belgien I“ Bronze bei den I. Olympischen Winterspielen 1924 in Chamonix-Mont-Blanc.